# De Havilland Engine Company
La Société de Havilland Engine Company est une émanation de la société de Havilland constructeur aéronautique et a commencé son existence comme la «Division moteur de la Société de Havilland Aircraft», en 1926, en produisant le célèbre moteur d'avion de Havilland Gipsy. La société a fusionné avec la Bristol Siddeley (en) (BSEL) en 1961 devenant par la suite avec BSEL une partie de Rolls-Royce Limited en 1966.

## Historique
La société a été officiellement formée à Stag Lane en février 1944 et a plus tard déménagé dans une usine à Leavesden louée par le gouvernement en 1946, qui avait été auparavant un site de production des Handley Page Halifax. C'est maintenant l'emplacement des Warner Bros. Studios Leavesden.
Elle a produit l'un des premiers turboréacteurs le de Havilland Goblin qui est entré en service au début de l'après-guerre dans le chasseur de Havilland Vampire.
Le plus tard turboréacteur Ghost propulsait les premières versions du de Havilland Comet avion de ligne et le chasseur de Havilland Venom.
La société a ensuite développé le turbomoteur de Havilland Gnome, sous licence de la conception General Electric T58, mais la société a été absorbée par les moteurs Bristol Siddeley en 1961; Bristol est elle-même devenue par la suite une partie de Rolls-Royce Limited en 1966.

## Moteurs

### Moteurs à piston
- de Havilland Ghost (en)
- de Havilland Gipsy
- de Havilland Gipsy Minor (en)
- de Havilland Gipsy Major (en)
- de Havilland Gipsy Six (en)
- de Havilland Gipsy Queen (en)

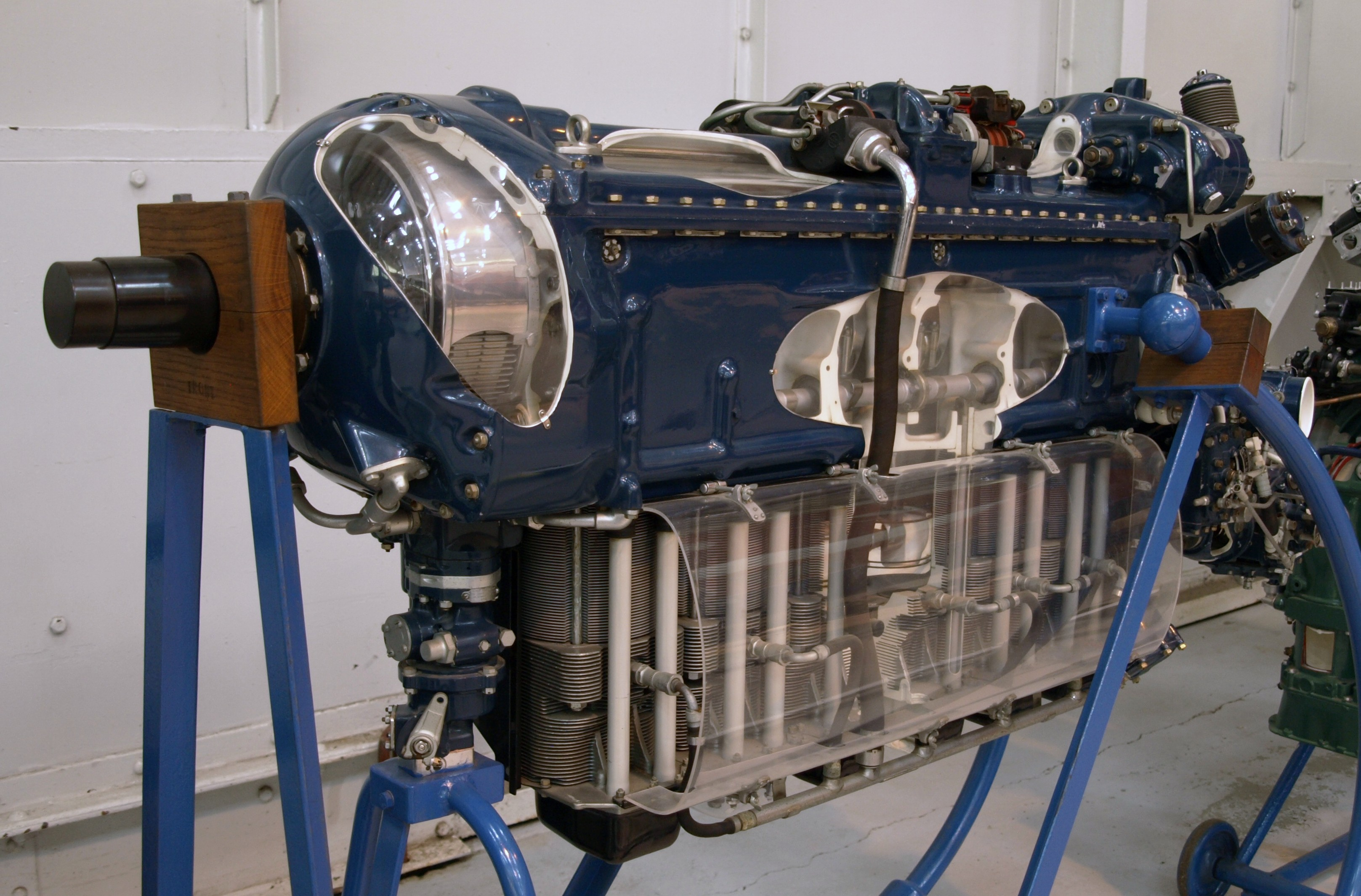
A de Havilland Gipsy Queen at the Royal Air Force Museum Cosford

- de Havilland Gipsy Twelve (en)
- de Havilland Gipsy King (en)

### Turboréacteurs
- de Havilland Ghost
- de Havilland Goblin
- de Havilland Gyron
- de Havilland Gyron Junior

### Turbopropulseurs
- Rolls-Royce Gnome
- Rolls-Royce Gem

### Moteurs fusées
- de Havilland Sprite
- de Havilland Super Sprite
- de Havilland Spectre (en)